# Петров, Борис Анатольевич
Бори́с Анато́льевич Петро́в (род. 20 марта 1948, Ленинград) — российский скульптор и педагог.

## Биография

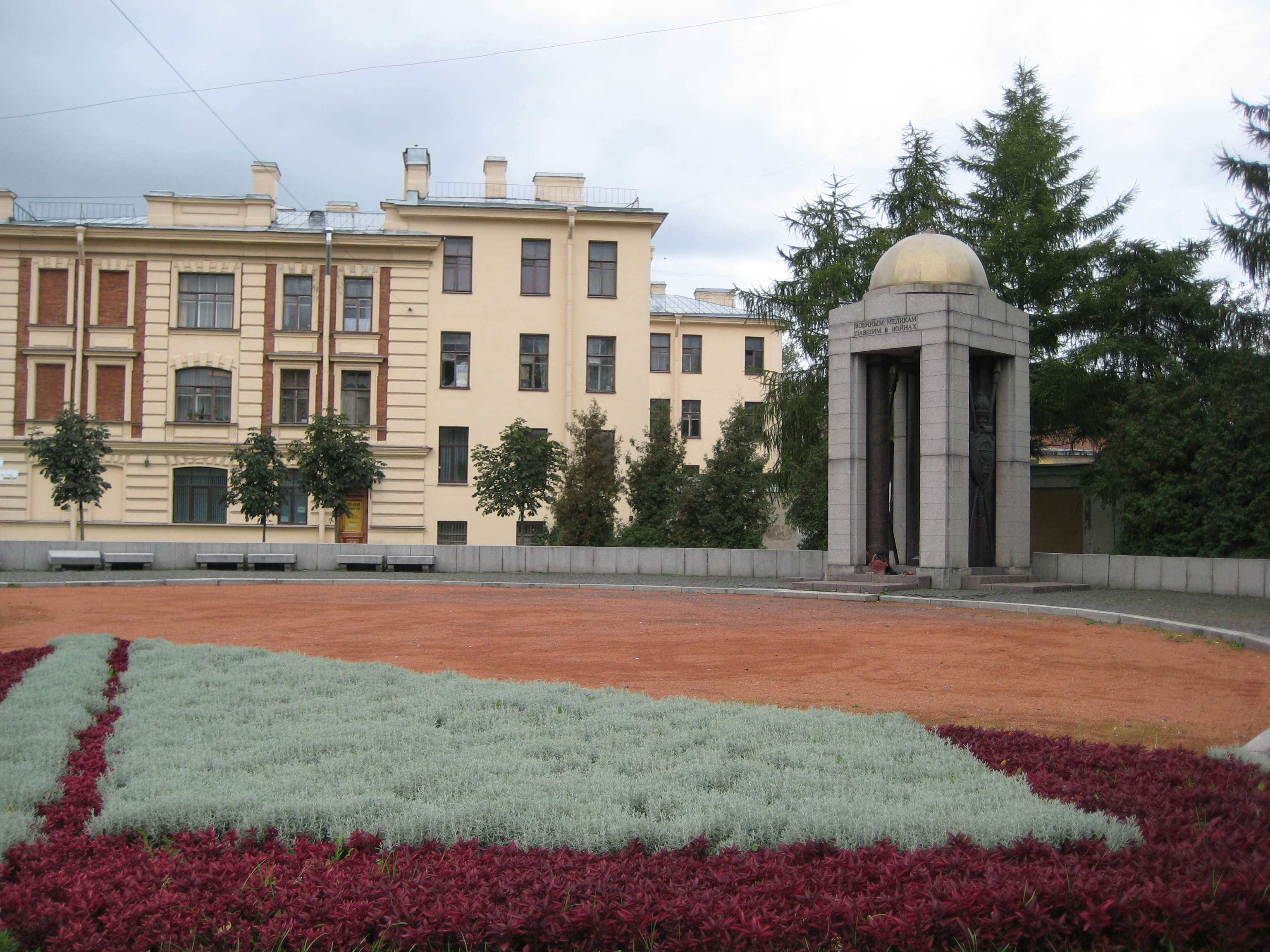
Памятник павшим медикам. Площадь Военных медиков

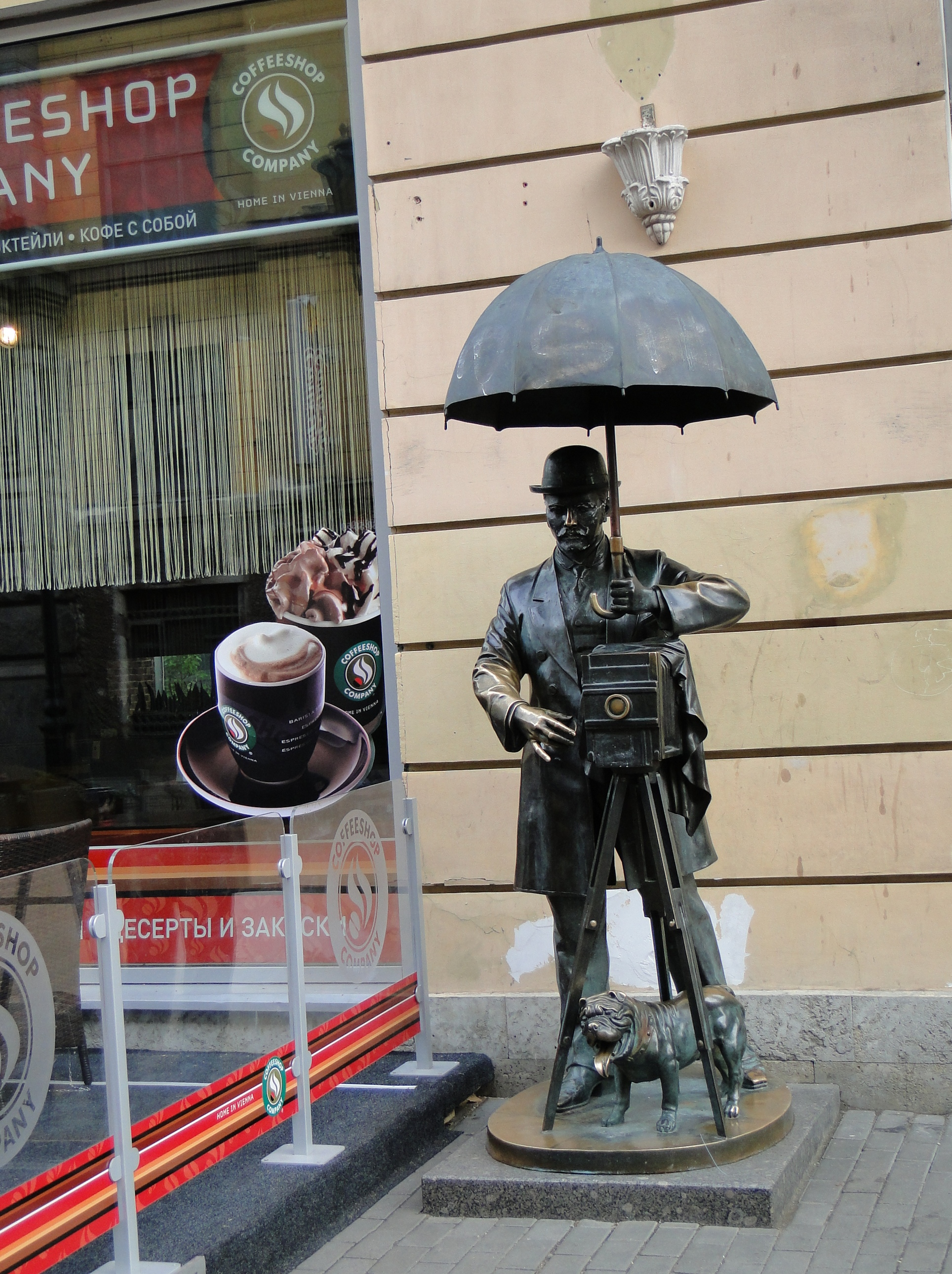
Фотограф. 2001, Малая Садовая ул., Санкт-Петербург

Работает в монументальной, монументально-декоративной скульптуре.
В 1966 году окончил Ленинградскую среднюю художественную школу, в 1972 — скульптурный факультет Института живописи, скульптуры и архитектуры им. И. Е. Репина Академии художеств СССР (мастерская В. Б. Пинчука, известного автора памятников В. И. Ленину), в 1975 году — ассистентуру того же института.
В 1976—1985 годах преподавал на кафедре скульптуры Института имени И. Е. Репина (старший преподаватель, ассистент в мастерских М. А. Керзина, В. Б. Пинчука). В 1989—1999 годах работал главным художником комбината «Скульптура», а также возглавлял секцию скульптуры Петербургского союза художников. С 2004 года возобновил преподавание на кафедре скульптуры Института имени И. Е. Репина (ассистент, и. о. доцента).
Живёт и работает в Санкт-Петербурге.

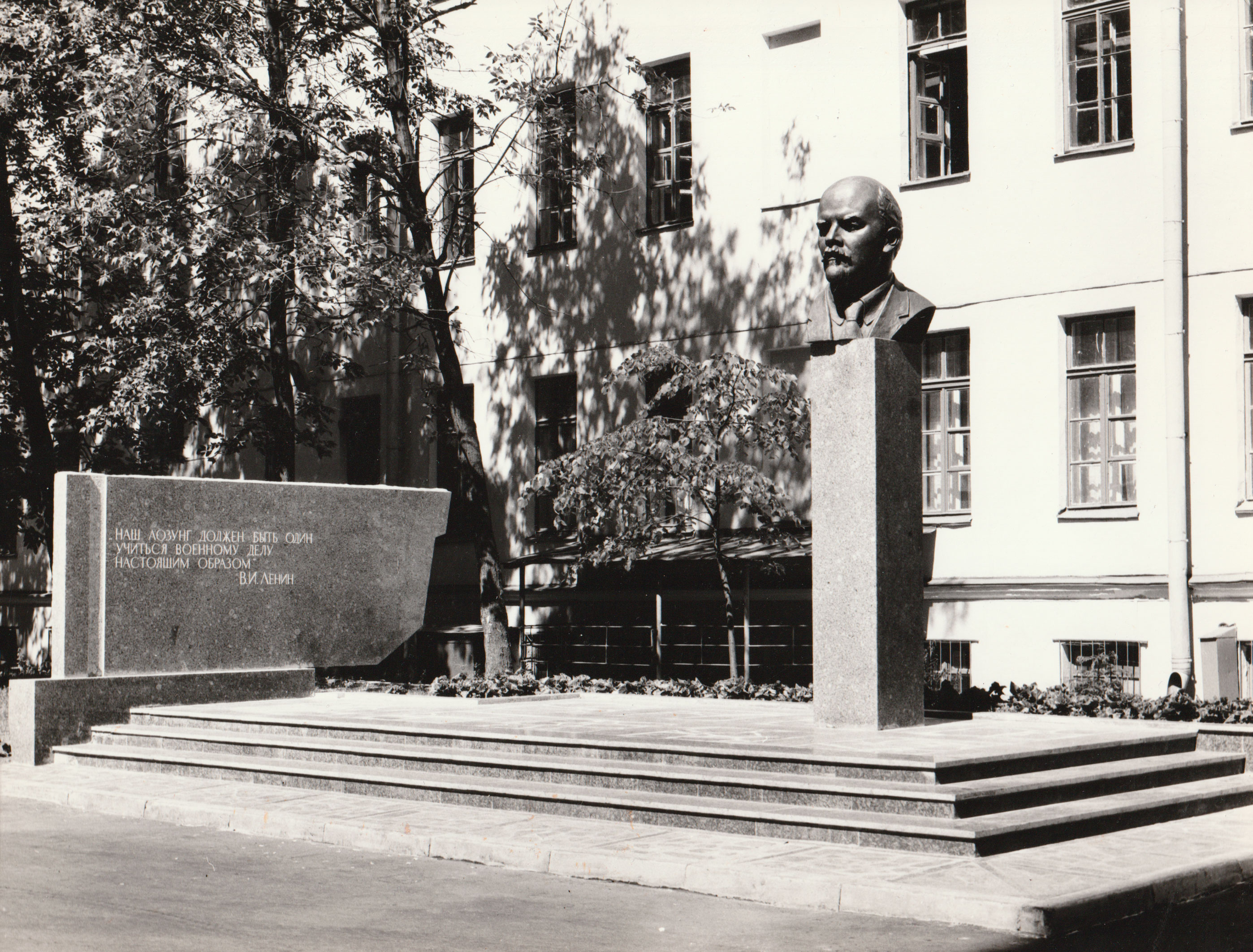
Бюст В. И. Ленина (1989, во дворе Военного инженерно-технического университета, Петербург)

С 1979 года состоит в Союзе художников. Является членом градостроительного совета Санкт-Петербурга, а также членом общественной организации «Международная академия информатики и информатизации».
С 2014 года является Почетным членом Российской Академии Художеств.

### Семья
Отец — Анатолий Константинович Петров (1919—1986), строитель, участник Великой Отечественной войны.
Мать — Надежда Дмитриевна Петрова (1926—2015), служащая.
Сын — Александр (р. 1982), свободный художник, график.

## Творчество
Автор скульптур:
- бюст В. И. Ленина (1989, во дворе Военного инженерно-технического университета, Петербург)[4];
- серия настольных бюстов В. И. Ленина (силумин, 1980—1990 годы)[5][6];
- бюст Петра I,  архитектор В. С. Васильковский.  (2000, Сестрорецк)[1][7];
- бюст конструктора С. И. Мосина, архитектор А.Г. Бакусов  (2001, Сестрорецк)[1][8];
- скульптура «Фотограф», архитектор Л. В. Домрачёва (2001, Малая Садовая ул., Петербург)[1][9];
- бронзовая копия работы Ж.-А. Гудона «Сидящий Вольтер» (2003, Российская национальная библиотека, Петербург)[10];
- реплика классического оригинала — бюст императора Вителлия (2006, парк Константиновского дворца, Стрельна — демонтирован)[11][12];
- скульптура на могиле М. А. Ульянова (на Новодевичьем кладбище, Москва)[13].

Участвовал в создании памятников:
- обелиск «Городу-Герою Ленинграду» (по проекту архитекторов А. И. Алымова и В. С. Лукьянова. Санкт-Петербург, площадь Восстания,  1985 год) работал над горельефами в составе группы скульпторов А. С. Чаркина, В. Д. Свешникова и А. А. Виноградова)[14][15];
- памятник М. В. Ломоносову (1986, Менделеевская линия, Петербург; совместно с В. Д. Свешниковым)[1][16];
- памятник военным медикам. Щит и геральдика (1996, Площадь Военных Медиков, Петербург; руководитель проекта И. Г. Уралов,  архитекторы  Ю. К. Митюрёв, Н. Б. Митюрёва, В. С. Васильковский)[1][17];
- памятник А. М. Горчакову (1998, Александровский сад, Петербург; совместно с А. С. Чаркиным)[1][18];
- памятник маршалу Говорову (1999, пл. Стачек, Петербург; по проекту архитектора  Е. Ф. Шаповаловой увеличил фигуру созданную скульптором В. Я. Боголюбовым в 1945 году)[1][19];
- памятный знак «Блокадная прорубь» (2001)[20];
- «В честь 300-летия основания Санкт-Петербурга» (2003, Государев бастион Петропавловской крепости)[21], «Якорь петровской эпохи» (2003, Васильевский остров)[22] в Санкт-Петербурге;
- композиция для фонтана «Капитель» (2003, во дворе д. 31 по ул. Жуковского, Петербург; по проекту архитектора Л. В. Домрачевой)[1][23].
- мемориальная доска жителям блокадного Ленинграда (наб. р. Фонтанки, у Дома дружбы народов)[1];
- геральдика решётки Смольного института (по проекту архитектора В. В. Попова[1]).

## Награды
- диплом Академии художеств,

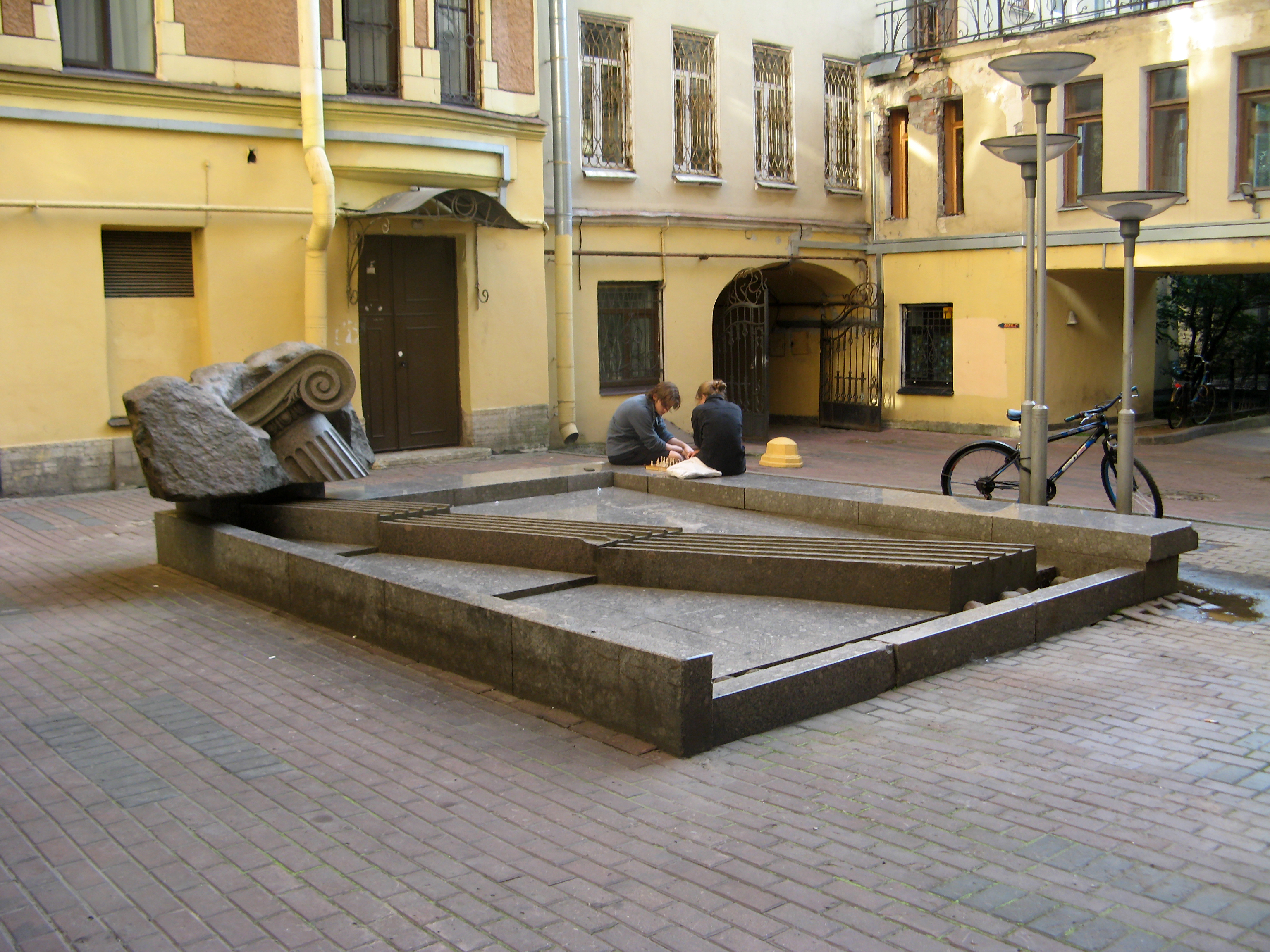
Композиция «Капитель». Во дворе ул. Жуковского, дом 31

- медаль «В память 300-летия Санкт-Петербурга»,
- премия им. М. В. Ломоносова[1].